# Baron Darwen
Baron Darwen, of Heys-in-Bowland in the West Riding of the County of York, ist ein britischer erblicher Adelstitel in der Peerage of the United Kingdom.
Familiensitz der Barone ist The Labourer’s Rest in Pleshey bei Chelmsford in Essex.

## Verleihung
Der Titel wurde am 12. Februar 1946 für den Baumwollfabrikanten und Labour-Politiker John Davies geschaffen.
Heutiger Titelinhaber ist seit 2011 dessen Urenkel Paul Davies als 4. Baron.

## Liste der Barone Darwen (1946)
- John Davies, 1. Baron Darwen (1885–1950)
- Cedric Davies, 2. Baron Darwen (1915–1988)
- Roger Davies, 3. Baron Darwen (1938–2011)
- Paul Davies, 4. Baron Darwen (* 1962)

Voraussichtlicher Titelerbe (Heir Presumptive) ist der Bruder des aktuellen Titelinhabers, Hon. Benjamin Davies (* 1966).